# Aphis beringiensis
Aphis beringiensis (лат.) — вид тлей рода Aphis из подсемейства Aphidinae. Эндемики России, Чукотка (40 км южнее посёлка Беринговский). Название beringiensis происходит от географического названия «Берингия», условно определенного региона, включающего части Чукотки и Камчатки в северо-восточной Азии, а также Аляску и Юкон в западной части Северной Америки.

## Описание
Мелкие насекомые, длина тела около 2 мм. Усики 6-члениковые, 1-й и 2-й членики усиков слабо морщинистые, почти гладкие, 3-6-й членики с крупными чешуйками. 3-й членик усиков с 4–9 вторичными ринариями, 4-й и 5-й членики без ринариев. Вторичные ринарии округлые или овальные, часто крупные (внутренний диаметр 15–20 мкм), слабовыпуклые, наружный диаметр в 2,6–7,0 раза больше их высоты. Рострум достигает среднегруди. Последний членик рострума удлиненно-клиновидный с прямыми или слегка вогнутыми сторонами, его длина в 2,29–2,45 раза больше его ширины в основании. Поверхность головы, спинная и брюшная стороны груди гладкие или слабо морщинистые; поверхность I–V тергитов брюшка неясно сетчатая, контур ретикулярных клеток образован очень плоскими крупными шипиками; 6-й тергит брюшка с редкими рядами гладких шипиков, расположенных по контуру сетчатых клеток; тергит VII с рядами гладких шипиков, которые на тергите VIII частично сливаются, образуя короткие чешуйки; краевые склериты на II–VI сегментах с редкими рядами крупных гладких шипиков, иногда расположенных по контуру сетчатых клеток; вентральная сторона брюшка с длинными рядами мелких заостренных шипиков, образующих сильно вытянутые сетчатые клетки. Голова без следов эпикраниального венечного шва. Лобные бугорки чёткие, но не очень развиты; срединный бугорок выступает за усиковые бугорки.
Вид был впервые описан в 2015 году российскими энтомологами Андреем Стекольщиковым (Зоологический институт РАН, Санкт-Петербург) и Ольгой Хрулёвой (Институт проблем экологии и эволюции имени А. Н. Северцова РАН, Москва) по типовым материалам с Чукотки. Известен только из типового местонахождения — Чукотский АО, Анадырский район, 40 км ЮЮЗ пос. Беринговский. Систематические отношения  неясны. Как и у Aphis aquilonalis, этот вид можно отличить от других известных видов рода Aphis по отсутствию краевых бугорков на обоих сегментах брюшка I и VII.